# Karl August Groos
Karl August Groos (* 16. Februar 1789 in Saßmannshausen; † 20. November 1861 in Koblenz) war ein deutscher evangelischer Geistlicher, Herausgeber von Liedsammlungen und Komponist.

## Leben
Karl August Groos studierte in Marburg und Heidelberg evangelische Theologie. Ab 1821 war er Pfarrer in Bendorf. Mit Friedrich Schleiermacher führte er 1826 einen kurzen Briefwechsel über ein Streitschrift von Johann Friedrich Ferdinand Delbrück. Von 1827 bis 1838 war er Militär-Oberpfarrer in Koblenz. 1838 übernahm er dort eine Pfarrstelle, und wurde als Konsistorialrat in das Konsistorium der Rheinprovinz berufen.
1817/18 hielt er sich in Berlin auf und gab mit Bernhard Klein das von Georg Andreas Reimer verlegte, „emotional hoch aufgeladene“ Liederbuch Deutsche Lieder für Jung und Alt heraus. Mehrere Liedmelodien der Sammlung stammen, obwohl nicht namentlich zugewiesen, von den beiden Herausgebern Groos und Klein. Karl August Groos ist heute hauptsächlich als Komponist der Melodie des an die Befreiungskriege erinnernden Freiheitsliedes Freiheit, die ich meine auf einen Text von Max von Schenkendorf bekannt geblieben. Auch die geistliche Umdichtung Freiheit, die ich meine, ist kein Schattenbild (1847) von Christian Heinrich Zeller wird auf dieselbe Melodie gesungen. Weitere Lieder wie das Pommernlied „Wenn in stiller Stunde“ (1850) von Gustav Adolf Pompe oder Abend wird es wieder von Hoffmann von Fallersleben werden bzw. wurden ebenfalls auf dieselbe Melodie gesungen.

## Werke
- Freiheit, die ich meine
- Ach Gott, wie weh tut Scheiden
- Von allen Ländern in der Welt
- Auf, ihr Turnerbrüder, auf, emporgeschaut
- Ich bin vom Berg der Hirtenknab